# Suddenly (EP)
Suddenly es el primer EP de la banda estadounidense de pop/rock, Allstar Weekend, que firmó con la discográfica, Hollywood Records. El álbum fue lanzado el 21 de junio de 2010, en Estados Unidos y el 20 de julio de 2010, en Canadá. Ha tenido un cierto éxito comercial, debutando en el número 62 en el Billboard 200.

## Sencillos
"A Different Side of Me" fue lanzado como el primer single de Radio Disney en febrero de 2010. Ha hecho en las listas de Radio Disney en la posición #1. Aparece en la banda sonora de la película La última canción protagonizada por Miley Cyrus. El vídeo musical contiene a los cuatro miembros de la banda descubriendo un castillo después de ejecutar algún tipo de encuentro. En donde, exploran el castillo cada uno va por su lado, mientras que revelan todo, desde una princesa, a una bruja, a una batalla épica con espada.
"Dance Forever" es el segundo sencillo oficial del álbum lanzado. La canción ha llegado al #3 en Radio Disney, #16 en Heatseekers Billboard y #45 en el Canadian Hot 100. El video musical fue lanzado el 4 de junio de 2010 y se lleva a cabo en el patio trasero de una casa donde hay una fiesta en la piscina y la banda está tocando. Tanto el vocalista Zachary Porter, y el guitarrista Nathan Darmody han dicho que "Dance Forever" el video no representa sólo uno, sino todas las personalidades de los miembros de la banda.

## Lista de canciones
| Nº | Título                        | Autor(es)                                                | duración |
| -- | ----------------------------- | -------------------------------------------------------- | -------- |
| 1. | Hey Princess                  | Zachary Porter, Nathan Darmody, Sam Hollander, Dave Katz | 3:18     |
| 2. | A Different Side of Me        | Darmody, Porter, Thomas Norris                           | 3:09     |
| 3. | Dance Forever                 | Darmody, Porter, Norris                                  | 3:42     |
| 4. | Clock Runs Out                | Porter, Darmody, John Feldmanm, Norris                   | 3:23     |
| 5. | Amy                           | Darmody, Porter, Feldmann                                | 3:46     |
| 6. | Journey to the End of My Life | Darmody, Porter, James Bourne, Norris                    | 2:52     |
| 7. | The Weekend                   | Porter, Darmody, Feldmann                                | 3:18     |

"Good Day" es el Bonus track para el Walmart exclusivo de la versión de lujo del álbum.

## Historial de versiones
| Región         | Fecha               | Sello discográfico |
| -------------- | ------------------- | ------------------ |
| Estados Unidos | 21 de junio de 2010 | Hollywood Records  |
| Canadá         | 20 de julio de 2010 | Hollywood Records  |